# タウナー郡 (ノースダコタ州)
タウナー郡（英: Towner County）は、アメリカ合衆国ノースダコタ州の北部に位置する郡である。2010年国勢調査での人口は2,246人であり、2000年の2,876人から21.9％減少した。郡庁所在地はキャンドゥ市（人口1,115人）であり、同郡で人口最大の自治体でもある。タウナーという名の都市はマクヘンリー郡内にある。

## 歴史
タウナー郡は1883年にダコタ準州議会が創設し、郡名は実業家で準州議会第15期の議員を務めたオスカー・M・タウナー（1842年-1897年）に因んで名付けられた。郡政府は1884年1月24日に初めて組織化された

## 地理
アメリカ合衆国国勢調査局に拠れば、郡域全面積は1.042平方マイル (2,699 km2)であり、このうち陸地は1,025平方マイル (2,655 km2)、水域は17平方マイル (44 km2)で水域率は1.63％である。

### 主要高規格道路
- アメリカ国道281号線
- ノースダコタ州道5号線
- ノースダコタ州道17号線
- ノースダコタ州道66号線

### 隣接する郡
- カナダ、マニトバ州タートルマウンテン - 北
- カナダ、マニトバ州ロブリン - 北
- カナダ、マニトバ州ルイーズ - 北
- キャバリエ郡 - 東
- ラムジー郡 - 南東
- ベンソン郡 - 南
- ピアース郡 - 南西
- ロレット郡 - 西

### 国立保護地域
- ブルンバ国立野生生物保護区
- アリス湖国立野生生物保護区（部分）
- ロック湖国立野生生物保護区
- スナイダー湖国立野生生物保護区

## 人口動態
以下は2000年の国勢調査による人口統計データである。
| 基礎データ - 人口: 2,876人 - 世帯数: 1,218 世帯 - 家族数: 785 家族 - 人口密度: 1人/km2（3人/mi2） - 住居数: 1,558軒 - 住居密度: 1軒/km2（2軒/mi2） 人種別人口構成 - 白人: 97.32% - アフリカン・アメリカン: 0.07% - ネイティブ・アメリカン: 2.05% - アジア人: 0.07% - その他の人種: 0.03% - 混血: 0.45% - ヒスパニック・ラテン系: 0.17% 先祖による構成 - ドイツ系：31.0％ - アメリカ人：5.0％ 言語による構成 - 英語：98.4％ 年齢別人口構成 - 18歳未満: 24.6% - 18-24歳: 3.6% - 25-44歳: 24.0% - 45-64歳: 24.5% - 65歳以上: 23.3% - 年齢の中央値:44歳 - 性比（女性100人あたり男性の人口） - 総人口: 97.0 - 18歳以上: 96.0 | 世帯と家族（対世帯数） - 18歳未満の子供がいる: 27.3% - 結婚・同居している夫婦: 56.9% - 未婚・離婚・死別女性が世帯主: 4.6% - 非家族世帯: 35.5% - 単身世帯: 33.6% - 65歳以上の老人1人暮らし: 18.7% - 平均構成人数 - 世帯: 2.31人 - 家族: 2.93人 収入と家計 - 収入の中央値 - 世帯: 32,740米ドル - 家族: 39,286米ドル - 性別 - 男性: 24,917米ドル - 女性: 17,335米ドル - 人口1人あたり収入: 17,605米ドル - 貧困線以下 - 対人口: 8.9% - 対家族数: 6.3% - 18歳未満: 9.2% - 65歳以上: 8.8% |

## 都市と町

### 都市
- ビスビー
- キャンドゥ - 郡庁所在地
- エジランド
- ハンスボロ
- メイザ
- パース
- ロックレイク
- サールズ

サールズの西半分がタウナー郡内に、残りは東のキャバリエ郡にある。

注: ノースダコタ州の法人化された自治体は、その大きさに拠らず全て「市」になる

### その他の町
- アゲイト

### 郡区
| - アーマーデール - アトキンス - ビスビー - ベセル - キャンドゥ - クーリン - クロカス - ダッシュ - エッジランド - ジェラード | - グレインフィールド - ハンスボロ - ハウェル - ランシング - メイザ - モンロー - マウントビュー - ニューシティ - オルソン - ポールソン | - パース - ピクトン - ロックレイク - シドニー - スミス - ソーレンソン - スプリングフィールド - テディ - ツインヒル - ビクター | - バージニア - ザイオン |